# Polenšak
Polenšak (sprich:ˈpoːlɛnʃak), zu deutsch: Polenschak, ist ein Dorf in der slowenischen Gemeinde Dornava.

## Geographie
Das Dorf befindet sich an der Grenze der Schotterebene des Pettauer Feldes (slowenisch: Ptujsko polje) und am Beginn der Windischen Bühel (slowenisch: Slovenske Gorice).
Es liegt im Nordwesten des Gemeindegebiets und somit in der historischen Landschaft Spodnja Štajerska (Untersteiermark) und in der statistischen Region Podravska.
Polenšak befindet sich abseits der Hauptverkehrswege an der Straße 713 von Dornava nach Ljutomer. In die Gemeindeverwaltung nach Dornava sind es sieben Kilometer; die nächstgrößeren Städte sind Ptuj in 15 Kilometer Entfernung Richtung Südwesten und Marburg Richtung Nordosten nach 46 Kilometern.

## Einwohner
Die Einwohnerzahl hat auf Grund der Landflucht seit dem Zweiten Weltkrieg kontinuierlich abgenommen.
| Bevölkerungsentwicklung | Bevölkerungsentwicklung | Bevölkerungsentwicklung | Bevölkerungsentwicklung |
| ----------------------- | ----------------------- | ----------------------- | ----------------------- |
| 1991                    | 2002                    | 2011                    | 2018                    |
| 204                     | 177                     | 171                     | 170                     |

14 % der Bevölkerung ist unter 15 Jahre, 18 % ist über 65 Jahre alt.

## Geschichte
In der Vergangenheit gehörte Polenšak zur Herrschaft Dornau und wurde vom dortigen Schloss Dornau aus verwaltet. 1918 kam es zum Königreich Jugoslawien und die Herrschaft Dornau wurde aufgehoben. Das Dorf ist seitdem Teil der Gemeinde Dornava.
Vom 17. bis 19. Jahrhundert spielte die Wallfahrt zur Kirche Mariä Heimsuchung eine bedeutende Rolle. 1945 wurden die Wallfahrten von der kommunistischen Regierung untersagt. Seit 1990 werden wieder jährliche Wallfahrten von der katholischen Kirche durchgeführt.

## Sehenswürdigkeiten

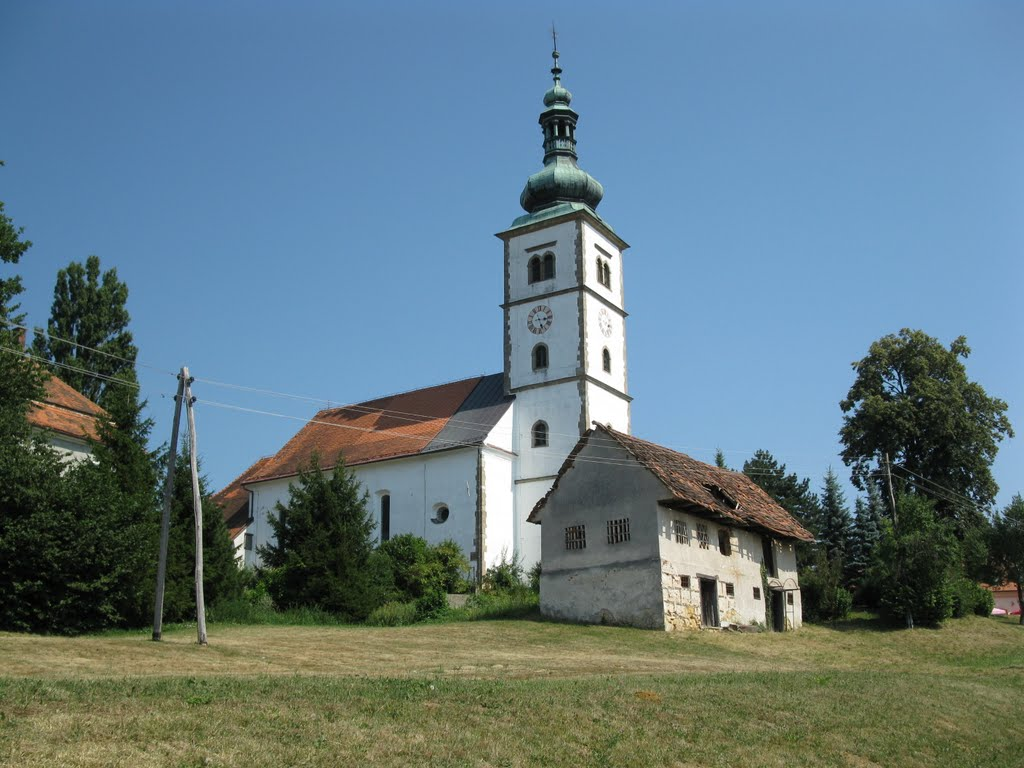
Kirche Mariä Heimsuchung

### Kirche Mariä Heimsuchung
Die heutige römisch-katholische Pfarrkirche wurde 1621 an Stelle einer kleineren Vorgängerkirche gebaut, um den Andrang Tausender Pilger im 17. Jahrhundert zu bewältigen.
Sie befindet sich auf einer kleinen Anhöhe über dem Ort. Das Gebäude wurde zwischen 1621 und 1633 errichtet und ist architektonisch dem Frühbarock zuzuordnen. Es besteht aus einem rechteckigen Kirchenschiff mit Elementen aus der Renaissance und einem dreigezackten Presbyterium. Die Innenausstattung stammt aus dem Barock. 1772 wurde der heutige Kirchturm errichtet. Die Original-Glocken wurden im Ersten Weltkrieg eingeschmolzen. In den 1990er Jahren wurde die Kirche innen und außen renoviert.

### Bauernmuseum Polenšak
1995 wurde in einem alten ehemaligen Bauernhof eine Dauerausstellung über das Landleben der Region eröffnet. 2003 wurde die Sammlung in ein Museum umgewandelt. Es enthält landwirtschaftliche Geräte sowie bäuerliche Utensilien des 18. und 19. Jahrhunderts. Am Erntedankfest finden Vorführungen statt, bei denen mit den alten Geräten geerntet, gedroschen und gemahlen wird.

### Skischanze Polenšak
Seit Anfang der 1970er Jahre existiert in Polenšak bei Kmetova Graba eine Skisprungschanze. 2000 wurde die Skischanze neu errichtet und seitdem finden dort jährlich zwei Wettbewerbe statt. 2013 gab es zum ersten Mal ein Nachtspringen.

## Vereine
- Tourismusverband Polenšak, gegründet 1963
- Sportverein Športno Društvo (SD) Polenšak, gegründet 1996
- Freiwillige Feuerwehr